# Marcos Camozzato
Marcos Camozatto (Porto Alegre, 17 juni 1983) is een Braziliaanse voetballer die bij voorkeur uitkomt in de verdediging. Sinds 8 november 2013 staat hij onder contract bij het belgische KSV Roeselare. Op 31 juli 2014 verlengde hij zijn contract bij Roeselare voor een extra seizoen. Hiervoor speelde hij voor AA Ponte Preta en Club Brugge, waarmee hij op 18 juli 2012 in onderling overleg het contact verbrak. Camozatto speelde 2 seizoenen bij Club Brugge, waar hij in juni 2010 een driejarig contract met een optie voor nog een jaar had getekend. Nog voor zijn periode bij Club Brugge kwam hij uit voor Standard Luik en SC Internacional.

## Carrière
| Seizoen                       | Club             | Land     | Competitie            | Duels | Doelp. |
| ----------------------------- | ---------------- | -------- | --------------------- | ----- | ------ |
| 2005/06                       | SC Internacional | Brazilië | Campeonato Brasileiro | 3     | 0      |
| 2006/07                       | Standard Luik    | België   | Eerste Klasse         | 1     | 0      |
| 2007/08                       | Standard Luik    | België   | Eerste Klasse         | 32    | 1      |
| 2008/09                       | Standard Luik    | België   | Eerste Klasse         | 30    | 0      |
| 2009/10                       | Standard Luik    | België   | Eerste Klasse         | 32    | 0      |
| 2010/11                       | Club Brugge      | België   | Eerste Klasse         | 23    | 0      |
| 2011/12                       | Club Brugge      | België   | Eerste Klasse         | 9     | 0      |
| 2012/13                       | AA Ponte Preta   | Brazilië | Campeonato Brasileiro | 0     | 0      |
| 2013/14                       | KSV Roeselare    | België   | Tweede Klasse         | 17    | 2      |
| 2014/15                       | KSV Roeselare    | België   | Tweede Klasse         | 33    | 2      |
| Totaal                        | Totaal           | Totaal   | Totaal                | 141   | 3      |
| Laatst bijgewerkt: 12-06-2015 |                  |          |                       |       |        |

## Erelijst
| Landskampioen België | 1x | 2007/08, 2008/09 |
| Belgische Supercup   | 2x | 2008, 2009       |